# Milorad Stanulov
Milorad Stanulov, född den 20 februari 1953 i Zrenjanin i Serbien, är en jugoslavisk roddare.
Han tog OS-silver i dubbelsculler i samband med de olympiska roddtävlingarna 1980 i Moskva.